# Constantin Tănăsescu
Constantin Tănăsescu (n. 31 august 1861 - 1925) a fost unul dintre generalii Armatei României din Primul Război Mondial. 
A îndeplinit funcția de comandant al Corpului III Armată în campania anului 1916.

## Cariera militară
După absolvirea școlii militare de ofițeri cu gradul de sublocotenent, Constantin Tănăsescu a ocupat diferite poziții în cadrul unităților de infanterie sau în eșaloanele superioare ale armatei, cele mai importante fiind cele de comandant al Brigăzii 4 Infanterie, comandant al Diviziei 2 Infanterie, șef de stat major al Corpului 1 Armată și Inspector General al Geniului. A comandat Divizia 2 Infanterie în cel de-Al Doilea Război Balcanic.
În perioada Primului Război Mondial, a îndeplinit funcția de: comandant al Corpului III Armată, în perioada 15 august - 20 decembrie 1916.

## Lucrări
- Conferința asupra electricităței, telegrafia fără sârmă și oscilațiunile hertziene de Locot.-Colonel Const. A. Tănăsescu, Șeful Geniului Cetăței Bucuresci, Bucuresci (Tip. Regimentului I Geniu), 1903.
- Dare.de seamă asupra uvragiului: Atacul și apărarea cetăților de V. Deguise, Căpitan comandant din geniul belgian, profesor la școla de aplicație a geniului și artileriei. Lucrată de Locot.-colonel C.A. Tănăsescu din Geniu. Bucuresci (Tip. Voința națională), 1899.
- Generalități asupra întrebuințării căilor ferate naționale și a celor de pe teritorii străine în un caz de răsboiu. București, Albert Baer, 1909.
- Istoricul lucrărilor de fortificație a cetăței Bucuresci [de Locot. Colonel C. A. Tănăsescu].[ București], 1900.
- Navigațiunea aeriană (Conferință) de Colonel C.A. Tănăsescu, București, 1909.

Traduceri: 
- Lamouche, L., Bulgaria în trecut și în present. Trad. de Locot.-colonel C.A. Tănăsescu. București, 1893. [1]

## Decorații
- Ordinul „Steaua României”, în grad de ofițer (1905)
- Ordinul „Coroana României”, în grad de comandor (1912)[2]:429